# Nadia Davy
Pour les articles homonymes, voir Davy.
Nadia Davy, née le 24 décembre 1980, est une athlète jamaïquaine, pratiquant le 400 m. Elle a été médaillée olympique en relais 4 × 400 m aux Jeux olympiques d'Athènes.

## Palmarès

### Jeux olympiques d'été
- Jeux olympiques d'été de 2004 à Athènes ( Grèce)
  - éliminée en série du 400 m
  -  Médaille de bronze en relais 4 × 400 m

### Records personnels
- 50 s 66 sur 400 m le 14 juin 2003 à Sacramento

## Sources
- (en) Cet article est partiellement ou en totalité issu de l’article de Wikipédia en anglais intitulé « Nadia Davy » (voir la liste des auteurs).